# Posdemocracia

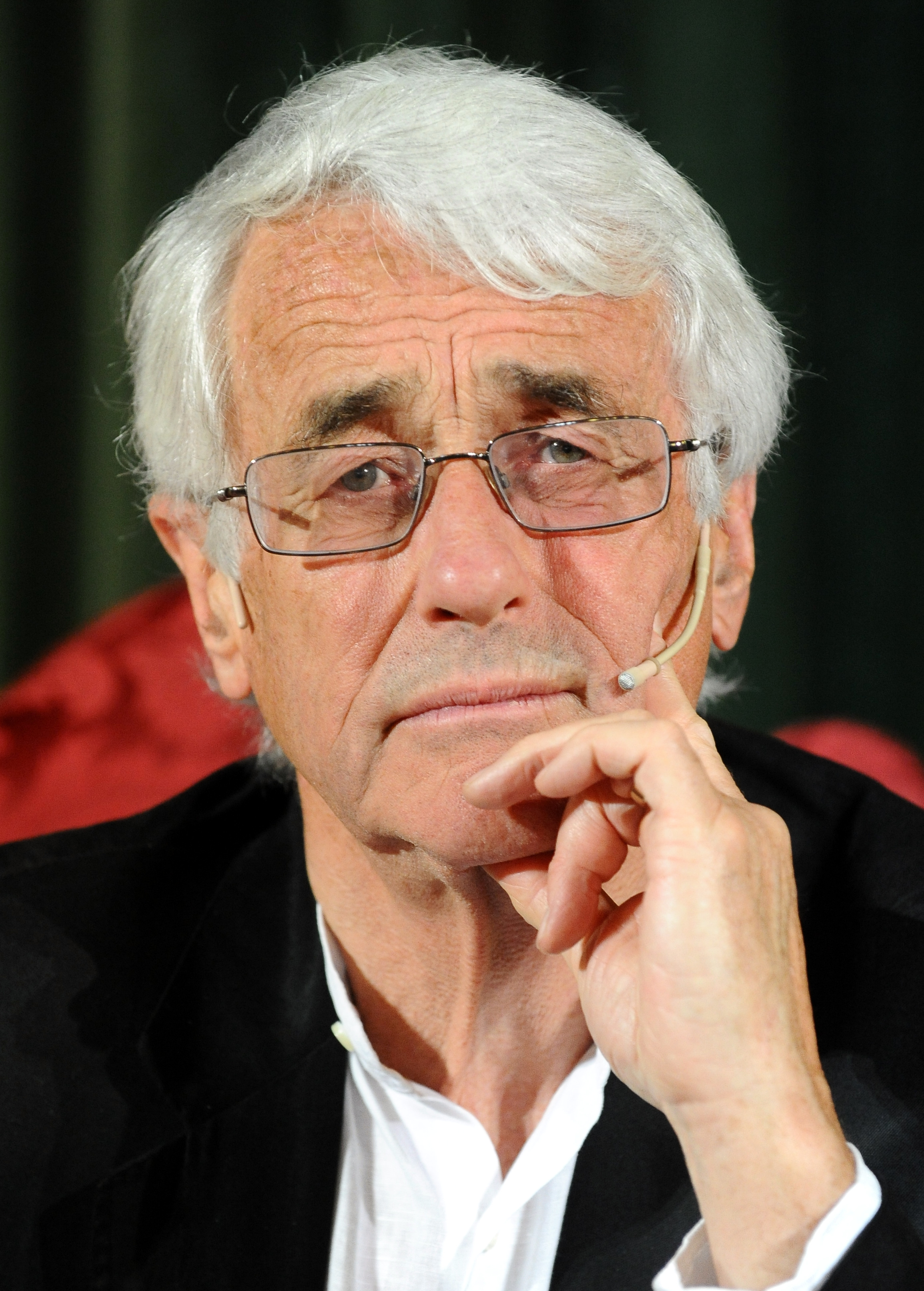
Colin Crouch - Festival Economía 2013

El término posdemocracia fue acuñado por el politólogo de la Universidad de Warwick Colin Crouch en el año 2000 en su libro Enfrentando la posdemocracia. Designa a los Estados en que operan sistemas democráticos (se llevan a cabo elecciones, los gobiernos caen, hay libertad de expresión), pero cuya aplicación está progresivamente limitada. Una pequeña élite está tomando las decisiones difíciles y coopta a las instituciones democráticas. Crouch desarrolló aún más la idea en un artículo titulado ¿Existe un liberalismo más allá de la democracia social? para el think tank Policy Network y en su posterior libro The Strange Non-Death of Neo-Liberalism.

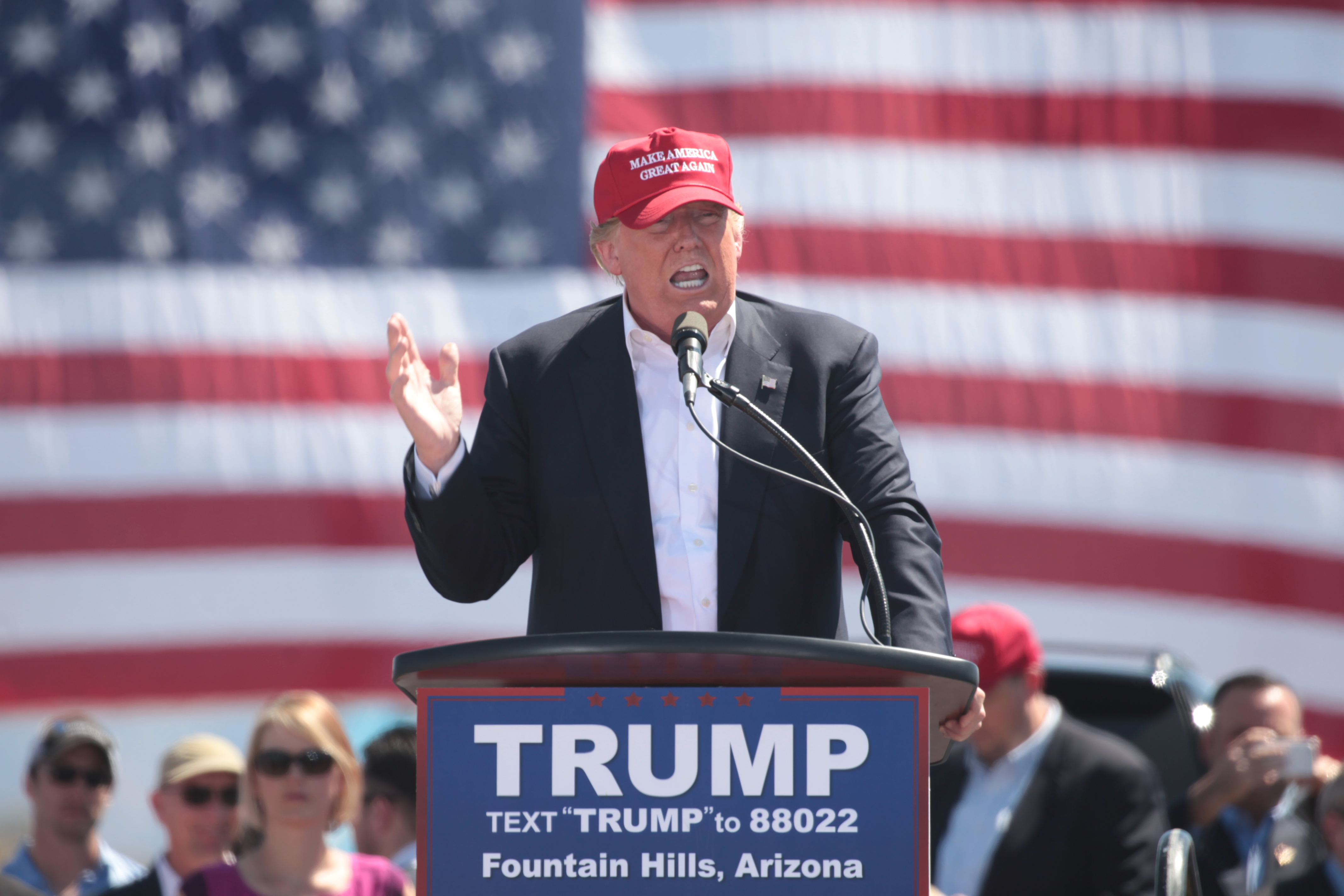
Donald Trump

## Concepto
El término parece definir una evolución dentro de las democracias durante el siglo XXI. Es un término polémico porque llama la atención a las democracias reconocidas que están perdiendo algunos de sus fundamentos y evolucionando hacia un régimen aristocrático.

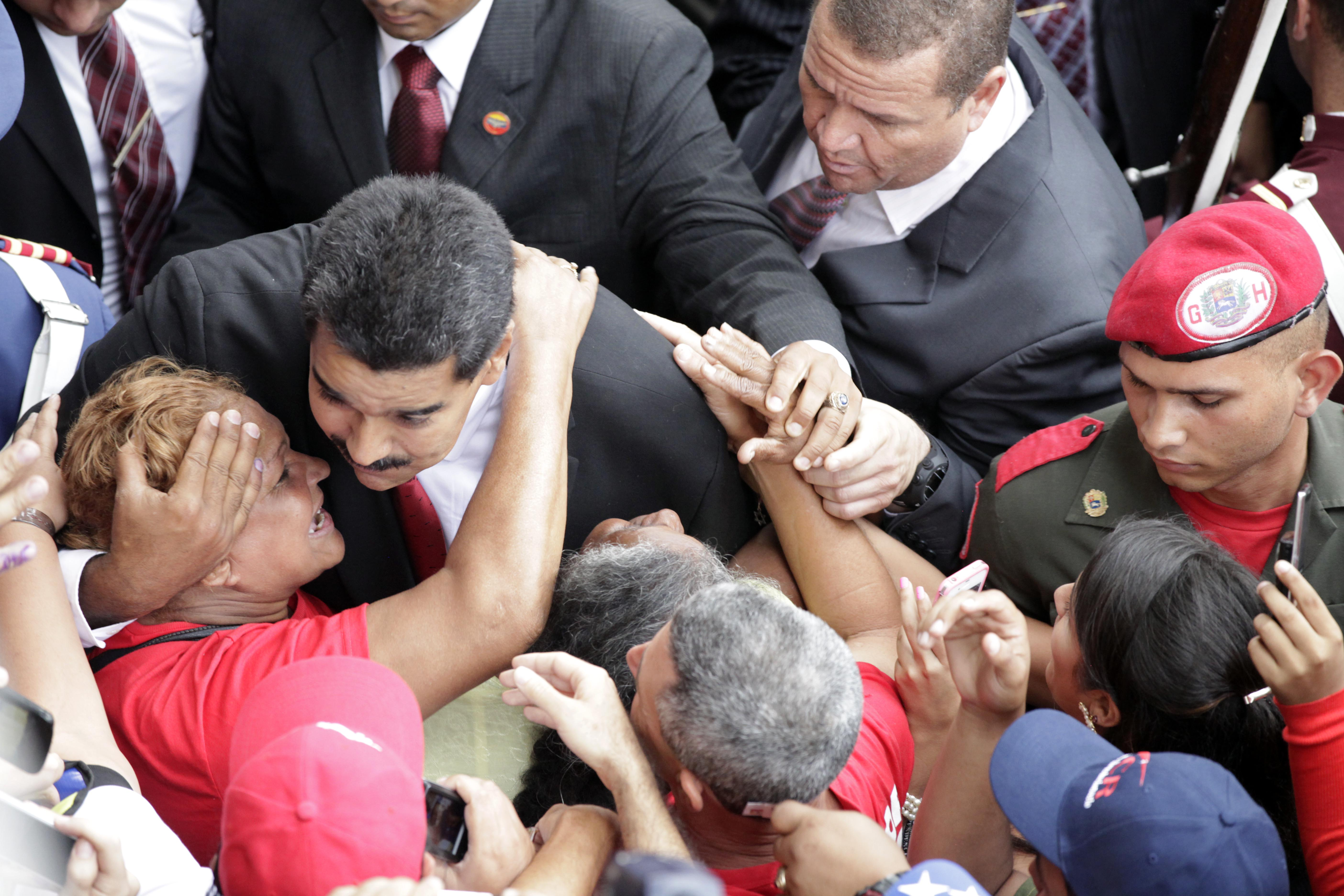
Toma de posesión de Nicolás Maduro como Presidente de la República Bolivariana de Venezuela

El término también puede denotar una concepción general de un sistema posdemocrático que puede involucrar otras estructuras de toma de decisiones grupales y gobernanza de las que se encuentran en la democracia contemporánea o histórica. Según la definición de Crouch:
"Una sociedad posdemocrática es aquella que sigue teniendo y utilizando todas las instituciones de la democracia, pero en la que se convierten cada vez más en una cáscara formal. La energía y el impulso innovador pasan de la arena democrática a los pequeños círculos de una élite económica".

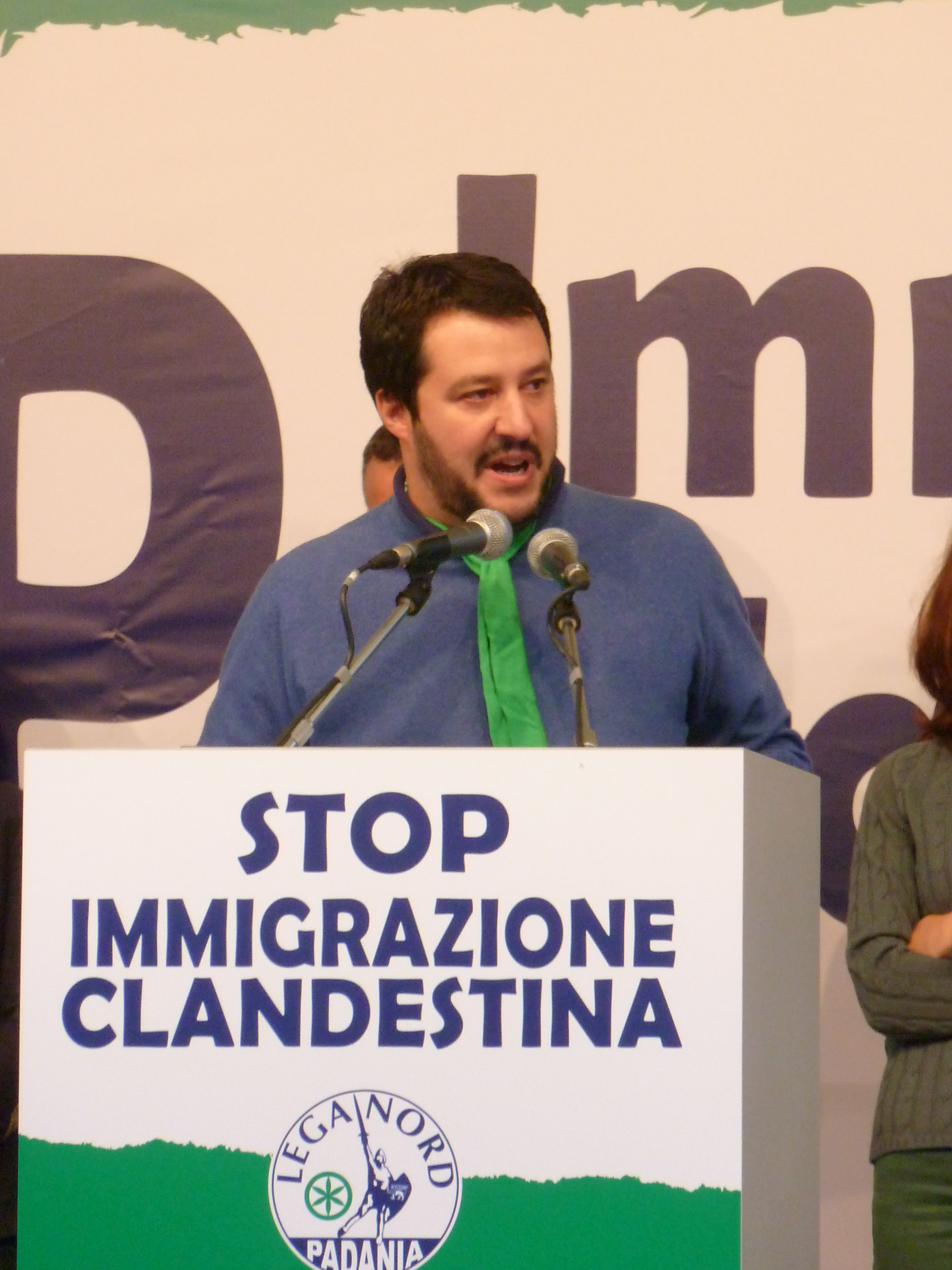
Matteo Salvini. Torino 2013

Crouch afirma que no estamos "viviendo en una sociedad posdemocrática, sino que nos estamos moviendo hacia tal condición".

## Causas

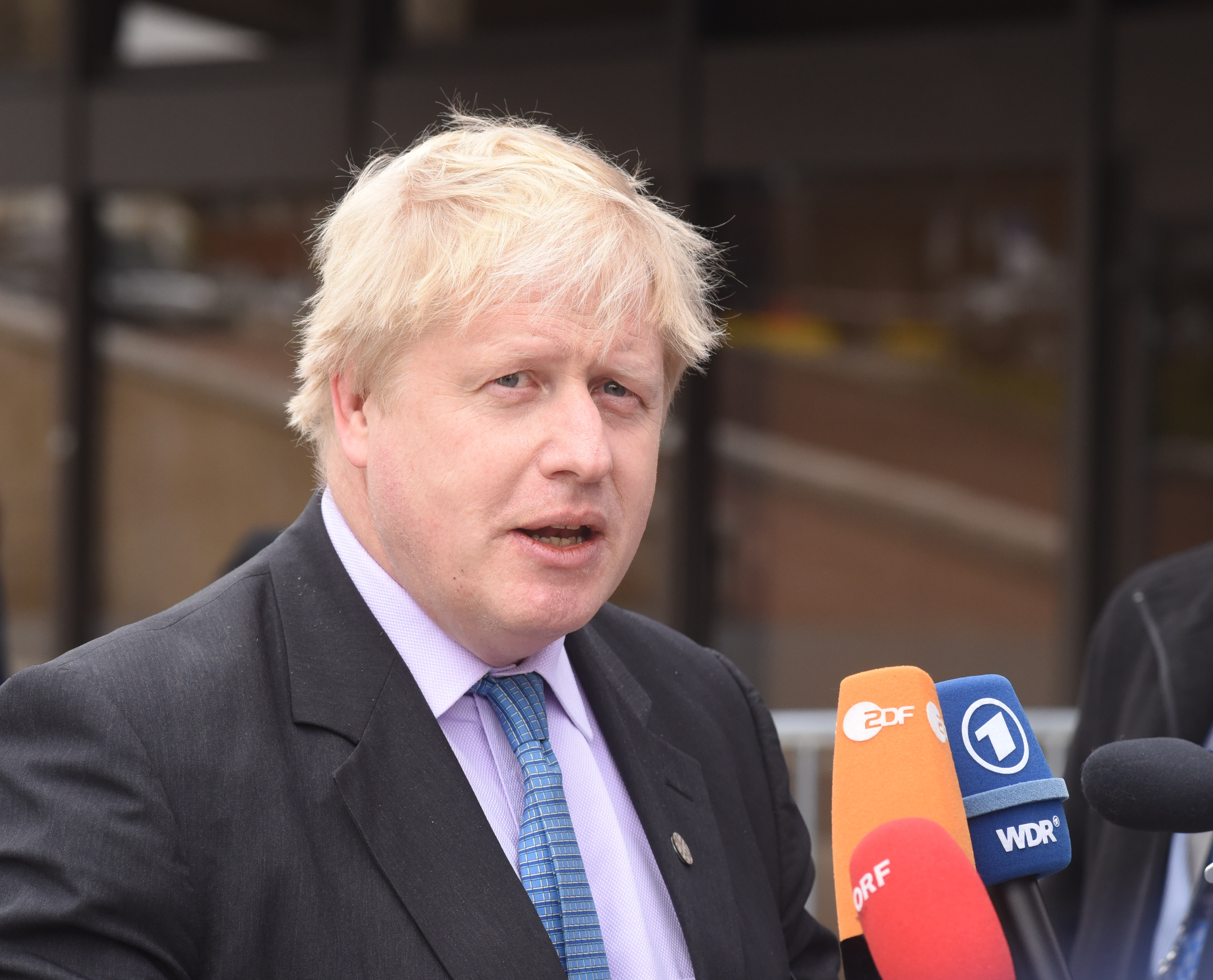
Boris Johnson

Crouch enumera los siguientes aspectos:
- No hay objetivos comunes: para las personas en la sociedad posindustrial es cada vez más difícil, en particular para las clases bajas, identificarse como un grupo y, por lo tanto, es difícil concentrarse en los partidos políticos que los representan. Por ejemplo, los trabajadores, agricultores o empresarios ya no se sienten atraídos por un movimiento político y esto significa que no hay un objetivo común para ellos como grupo al que unirse.
- Globalización: el efecto de la globalización hace que sea casi imposible para las naciones elaborar su propia política económica. Por lo tanto, los grandes acuerdos comerciales y los entes supranacionales (por ejemplo, la Unión Europea) se utilizan para hacer políticas, pero este nivel de política es muy difícil de controlar con instrumentos democráticos. La globalización también otorga a las empresas transnacionales más influencia política dada su capacidad para evitar la regulación general y afectar directamente a las economías nacionales.[4]
- Debates no equilibrados: en la mayoría de los países democráticos, las posiciones de los partidos políticos se han vuelto muy parecidas. Esto significa que no hay mucho que elegir para sus votantes. El efecto es que las campañas políticas se parecen más a la publicidad para hacer que las diferencias se vean más grandes. También la vida privada de los políticos se ha convertido en un elemento importante en las elecciones. A veces, los temas "sensibles" permanecen sin discutir.
- Confusión entre el sector público y el privado: hay grandes intereses compartidos entre la política y los negocios. A través de compañías de cabildeo, las corporaciones multinacionales pueden promulgar una legislación más eficazmente que los habitantes de un país. Las corporaciones y los gobiernos están en estrecha relación porque los estados necesitan corporaciones ya que son grandes empleadores. Pero como gran parte de la producción se subcontrata, y las corporaciones casi no tienen dificultades para mudarse a otros países, la ley laboral se convierte en hostil para los empleados y los impuestos se transfieren de las empresas a los individuos. Se vuelve más común que los políticos y los gerentes cambien de trabajo (la 'puerta giratoria').
- Privatización: Luego está la idea neoliberal de una nueva gestión pública (neoliberalismo) de privatizar los servicios públicos. Las instituciones privatizadas son difíciles de controlar por medios democráticos y no tienen lealtad a las comunidades humanas, a diferencia del gobierno. Crouch utiliza el término "empresas fantasmas" para describir la flexibilidad y la naturaleza esquiva de las empresas que se inclinan hacia el mercado. Concluye que las empresas privadas tienen incentivos para obtener ganancias individuales en lugar de mejorar el bienestar del público. Por ejemplo, afirma que hay un problema con las compañías farmacéuticas que financian (y sesgan) la investigación médica.[4]

Ritzi y Schaal designan Posdemocracia "en este sentido, [como] una Scheindemokratie institucionales cuerpo de una de pleno derecho de la Democracia."

## Características y aspectos particulares

### Deterioro de la comunicación política

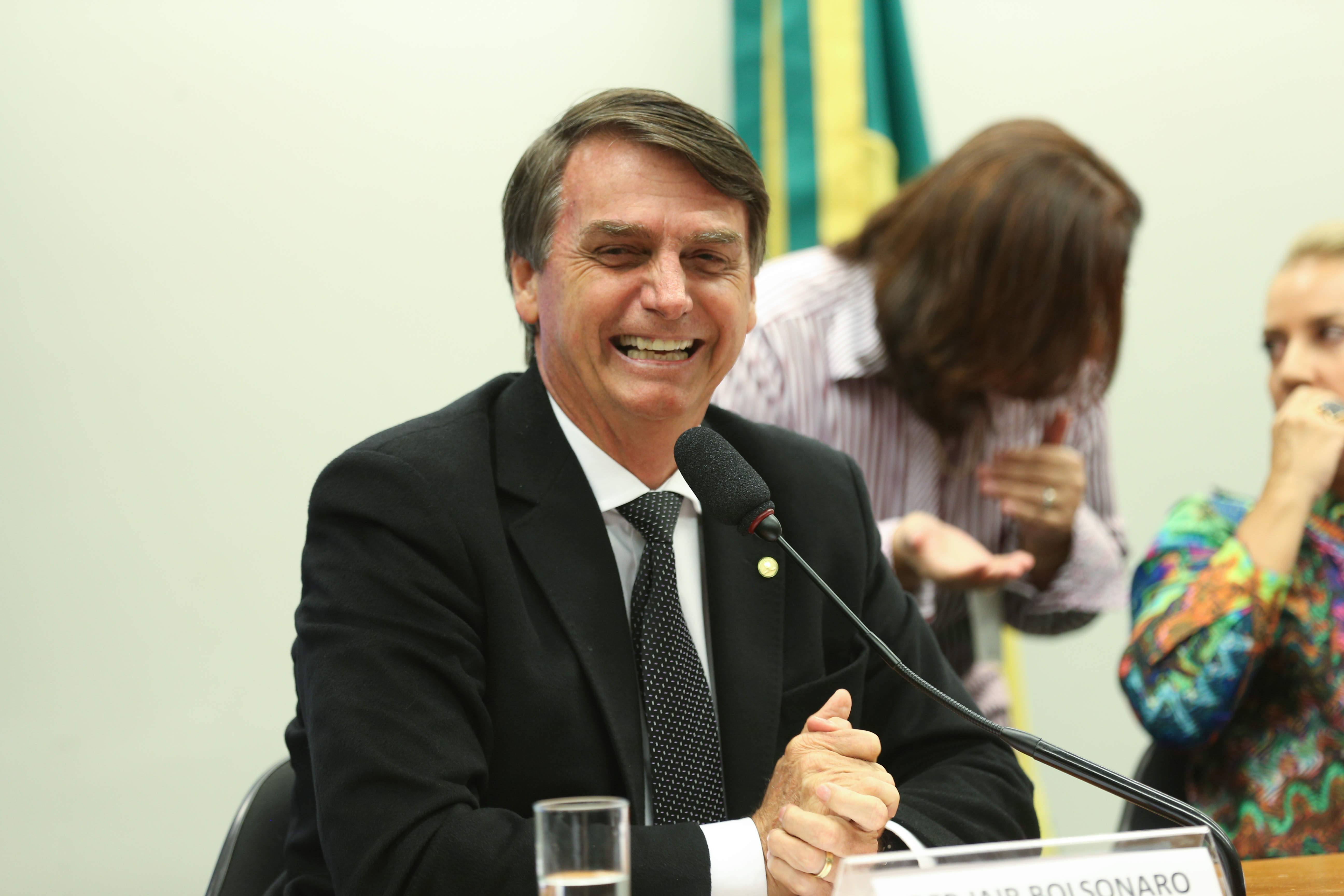
Jair Bolsonaro

Un claro indicador de la Posdemocracia es para Crouch "la Decadencia de la Comunicación política", provocado, entre otras cosas, a través de la industria publicitaria y la introducción de la televisión privada. Los Medios de comunicación son "hoy en día, una parte del sector comercial" y "el control de estos medios de comunicación está concentrado en las manos de muy pocas personas." Ejemplos: Silvio Berlusconi, o Rupert Murdoch. "La aplicación de los métodos ha ayudado a los políticos a resolver el problema de la comunicación con la audiencia masiva; por lo tanto, han hecho un daño a la democracia misma ".

### Privilegios exclusivos
Otro aspecto es el "Retorno de la política de privilegios para determinados empresarios – bajo el pretexto de la retórica de la economía de mercado y la libre Competencia." Según Crouch, esto representa "el problema más grave para la democracia."

### Aparente ausencia de clases
Un síntoma de la posdemocracia es la creencia, a su juicio, de que "no hay clases sociales". Esto se basa en la "decadencia de la tradicional clase obrera" y la falta de cohesión de las demás clases, aunque en el mundo occidental importantes existen importantes diferencias de riqueza.

## Consecuencias
Como consecuencia:
- Menos votantes usan su derecho a votar, o votan, pero no esperan mucho.
- Los políticos pueden ignorar un resultado indeseable de un referéndum o una encuesta de opinión. Por ejemplo, en 2005, cuando Francia y los Países Bajos votaron No en un referéndum sobre la Constitución Europea, estos países aún ratificaron el tratado después de que solo se hicieron modificaciones menores.
- El auge de los partidos xenófobos y otros partidos populistas que capitalizan el descontento prevaleciente.
- Los gobiernos extranjeros pueden influir en la política interna de un país soberano. Según Crouch, la forma en que se manejó la crisis de la eurozona es el mejor ejemplo de cómo funcionan las cosas en una posdemocracia. Los líderes europeos lograron que un nuevo gobierno asumiera el poder en Italia, y en Grecia se implementaron medidas de austeridad de gran alcance, contrariamente a la votación en un referéndum popular.
- El interés privado se vuelve cada vez más influyente en la política pública.

## Tendencias contrarias
Crouch reclama tres niveles para cambiar el curso aparentemente "imparable hacia la posdemocracia": "Primero, con medidas dirigidas a limitar el creciente dominio de las élites económicas; en segundo lugar, con las reformas de la práctica política como tales y, en tercer lugar, hay opciones de acción que están abiertas a los propios ciudadanos".
Este último punto es movilizar "nuevas identidades" que, por ejemplo, deberían dar a las personas la oportunidad de actuar a través de reuniones municipales. La esperanza de reactivar la democracia radica en nuevos movimientos sociales que pueden crear identidad para los ciudadanos. Sin embargo, para tener éxito, estos nuevos movimientos tendrían que usar mecanismos de cabildeo "posdemocráticos" para sus propios fines. Pero también los partidos deben seguir siendo vínculos centrales para una revitalización de la democracia. Estos nuevos movimientos están destinados a "contribuir a la vitalidad democrática" y "proteger la política para que no se convierta en un juego manipulador entre las élites".
Al mismo tiempo, advierte sobre tendencias extremas como "campañas violentas para el bienestar de los animales, grupos [...] extremos de opositores antiglobalización, anticapitalistas, organizaciones racistas y varias iniciativas privadas contra el crimen, cuyas posiciones no están lejos del linchamiento".

### Otros caminos de la posdemocracia
El politólogo Roland Roth propone un fortalecimiento del compromiso cívico, especialmente a nivel municipal, la recuperación del espacio público por parte del estado, a través de una remunicipalización de las instituciones privatizadas, así como la inclusión de actores distantes más participativos antes. Daniel Reitzig también señala las posibilidades de los informes de los ciudadanos, el retorno a la autoadministración de pequeñas unidades administrativas, la extensión de las posibilidades de codeterminación entre los niños y adolescentes y el establecimiento de un público crítico. El filósofo Johannes Heinrichs se opone a la posdemocracia con su modelo de valor o democracia plena.

## Recepción del término y del libro
Jens-Christian Rabe, quien revisó el libro en el Süddeutsche Zeitung, argumenta que la democracia es esencialmente un asunto elitista de todos modos. Cita al Tribunal Constitucional Federal como un ejemplo positivo. También critica que "de una manera extraña en el concepto de [...] posdemocracia, dos cosas se juntan: una demasiado iluminada (normativa) y otra demasiado saciada (desencantada) de comprensión de la política".
Jürgen Kaube también critica el enfoque normativo de Crouch. Así, idealiza el estado fordista y su sociedad en retrospectiva y sobreestima la influencia real de las corporaciones multinacionales en el presente. Un modelo de democracia, como desea Crouch, nunca habría existido. Crouch admite en la introducción de su libro que su tipo ideal es exigente. Sin embargo, lo defiende con el argumento de que establecer estándares más bajos podría llevar a pasar por alto desarrollos perjudiciales.
Paul Nolte sostiene que la crítica actual de Crouch debería "entenderse históricamente [...] dentro del horizonte de una larga historia de crisis [de la democracia]". La democracia actual del siglo XXI ha evolucionado. Por lo tanto, ni el "punto de vista liberal-conservador" ni el "izquierdista, 'posdemocrático', es válido porque sumerge el estado de la democracia en una luz sombría, que amenaza con promover actitudes más bien resignadas". Nolte habla hoy de una "Democracia múltiple", que es reflexiva. "Históricamente, parece haber una tendencia hacia la democracia deliberativa".
Dirk Jörke sostiene que la descripción de la crisis de la democracia puede interpretarse como una posdemocracia, o incluso como una "transformación de la democracia". Algunos críticos "señalan que los nuevos procedimientos de participación como los procedimientos de mediación, los foros de ciudadanos o las conferencias de consenso aumentan". Jörke respondió que solo la clase media bien educada utiliza estas nuevas oportunidades de participación, pero las "nuevas capas sociales" no participan. "Porque no todos los ciudadanos tienen los recursos necesarios para una participación exitosa en los procedimientos argumentativos. Además del tiempo y una experiencia al menos rudimentaria, esto también incluye habilidades retóricas y un comportamiento seguro de sí mismo". Jörke concluye que se trata de "desarrollar formas de movilización que involucren a todos aquellos en el proceso político de nuevo. Los que han huido en los últimos años de declive político y democrático".